# Saka no Ue no Kumo (novela)

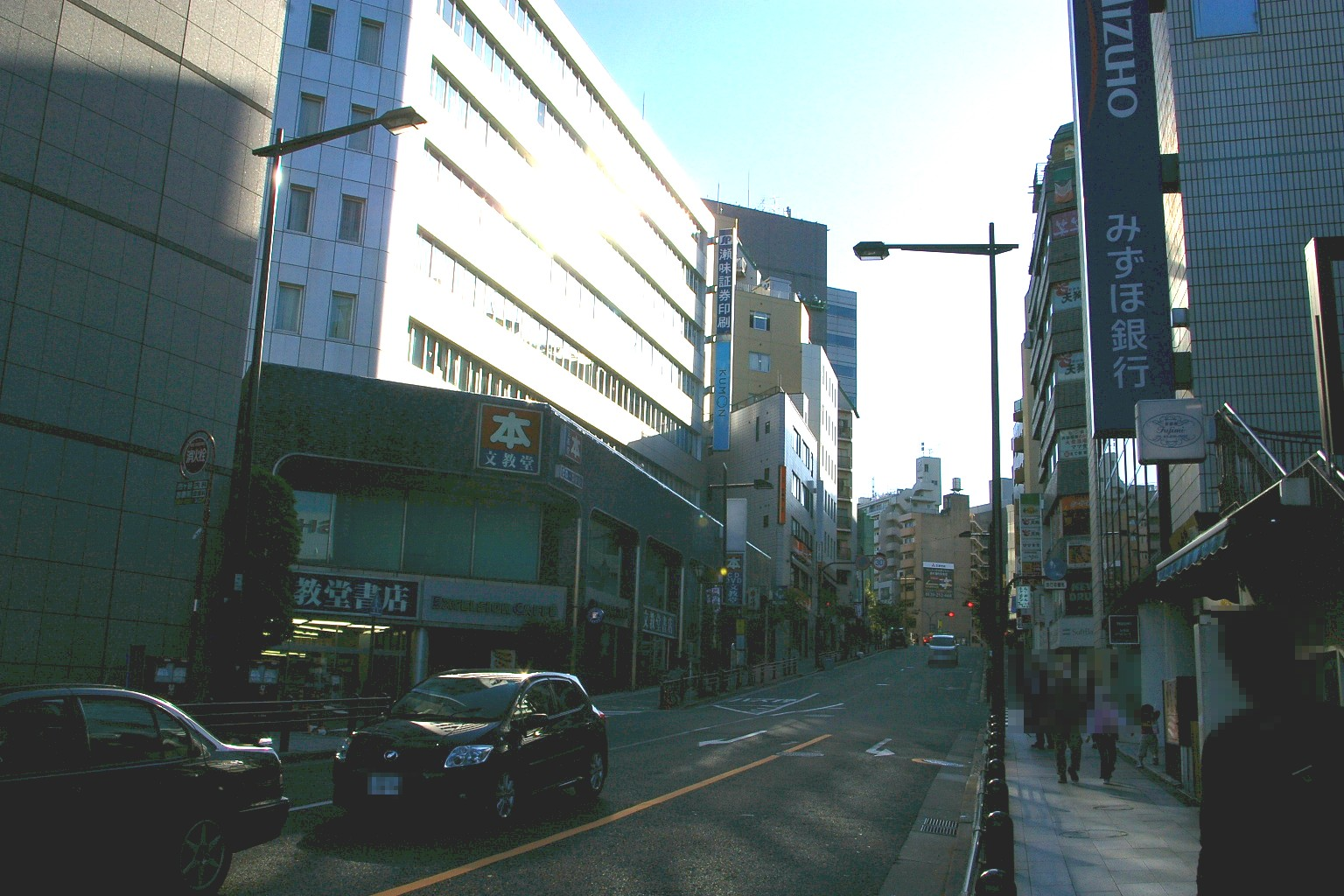
Estudio donde se edito la novela

Saka no ue no Kumo (坂の上の雲 "Las nubes sobre la colina") es una novela histórica escrita por Ryotaro Shiba. Se publicó originalmente en ocho volúmenes que salieron desde 1968 hasta 1972. En 2009 se hizo un drama televisivo basado en la novela.
La novela se centra en tres personajes de la ciudad de Matsuyama durante el periodo Meiji. Los protagonistas, los hermanos Akiyama Yoshifuru y Akiyama Saneyuki, y su amigo llamado Masaoka Tsunenori ven como afecta a su vida la primera guerra sino-japonesa y posteriormente la guerra ruso-japonesa.
La ciudad de Matsuyama tiene un museo dedicado a la novela y a la serie.